# Fundacja Sąsiedzi

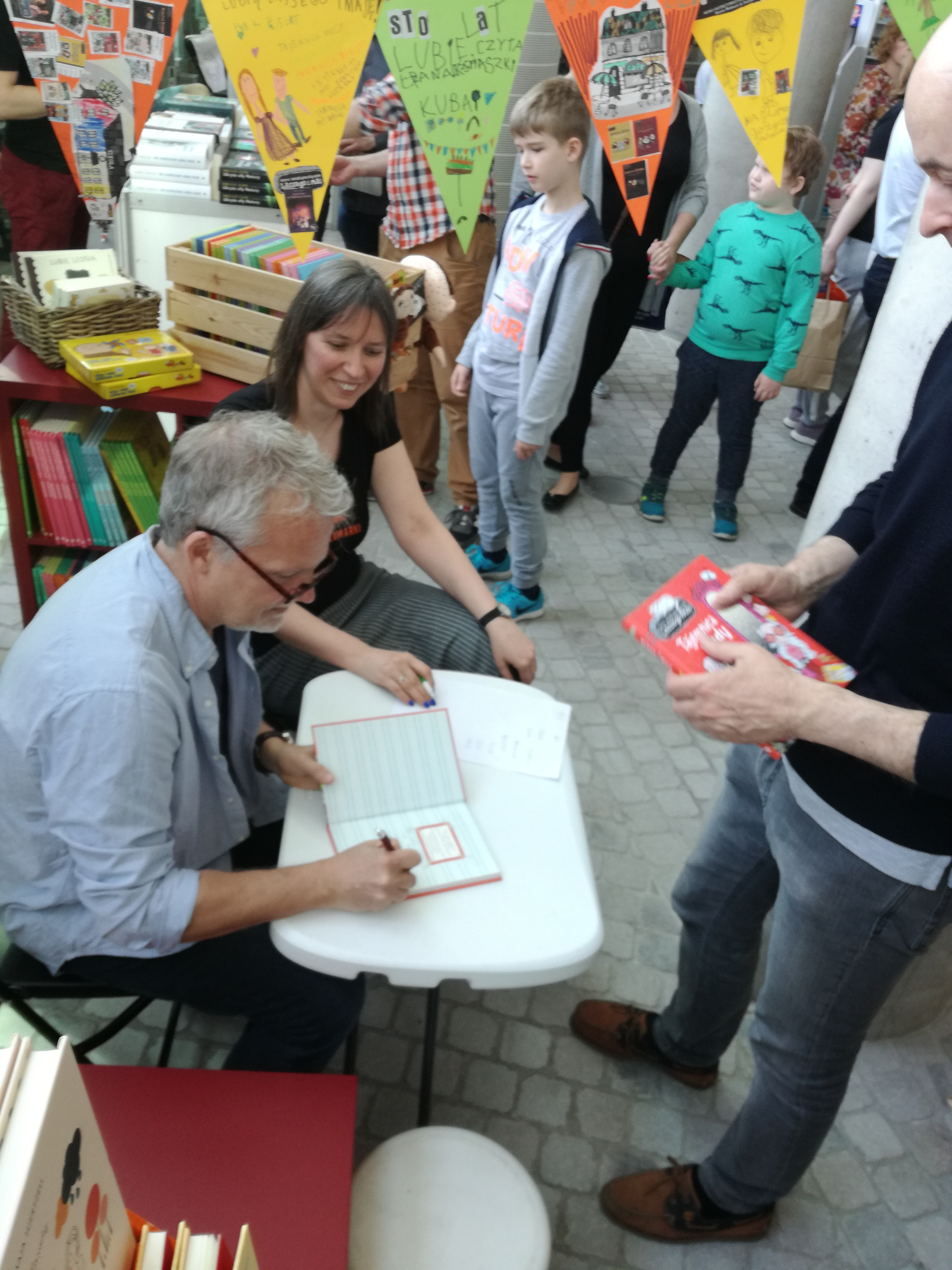
Martin Widmark podczas Międzynarodowych Targów Książki w Białymstoku w 2018 roku

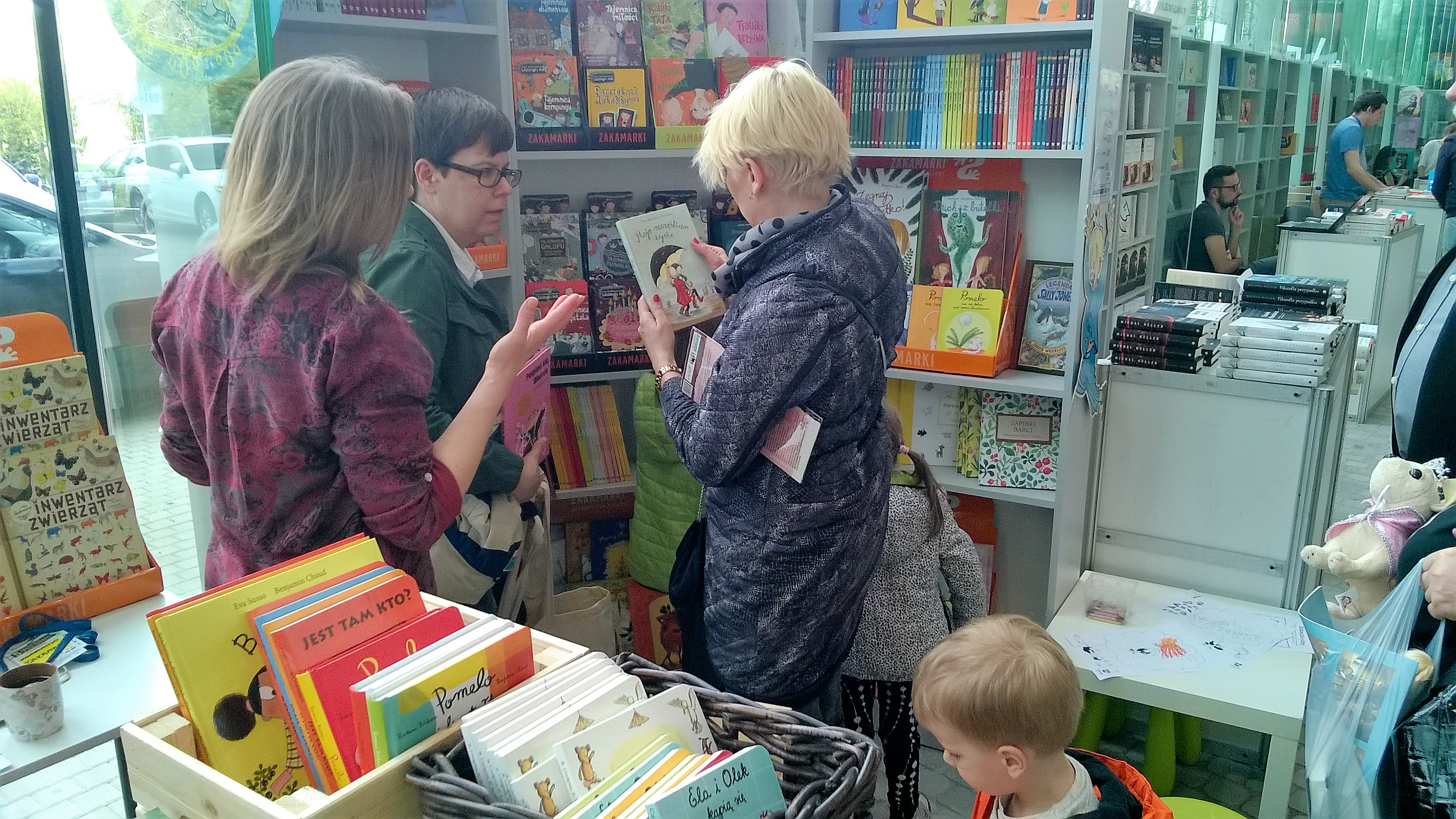
Międzynarodowe Targi Książki w Białymstoku w 2016 roku

Fundacja Sąsiedzi – fundacja powstała w Białymstoku w 2010 roku. Niezależna organizacja pozarządowa, której celem są działania promocyjne, edukacyjne i wydawnicze. Działalność statutową wspiera Rada Fundacji, w skład której wchodzą, związani z Podlasiem, artyści, naukowcy oraz dziennikarze (m.in. Dorota Sokołowska z Radia Białystok, pisarze Grzegorz Kasdepke i Ignacy Karpowicz).

## Wydawnictwo Fundacji
Fundacja Sąsiedzi publikuje książki promujące Podlasie, a także szeroko pojmowany Wschód, z uwzględnieniem pogranicza polsko-litewsko-białoruskiego oraz przekłady z literatury białoruskiej i rosyjskiej. Nakładem wydawnictwa Fundacji Sąsiedzi ukazały się bestsellerowe książki autorstwa Simony Kossak, Michała Książka, przekłady Michaiła Bułhakowa, a także reportaże z podróży na Wschód. Ponadto, pod szyldem oficyny wydawniczej Fundacji Sąsiedzi wydany został album o Puszczy Białowieskiej, a także album o dworach Polski północno-wschodniej.
Wybrane publikacje:
- Droga 816, Michał Książek, 2015, ISBN 978-83-64505-11-9 - Nagroda Literacka Gdynia 2016 w kategorii esej[5], nagroda za najlepszą książkę 2015 roku w konkursie im. W. Kazaneckiego[6], nagroda Magellana 2015[7], nominacja do nagrody im. B. Pawlak w 2016[8], nominacja do Nagrody im. Ryszarda Kapuścińskiego w 2016[9]
- Opowieści z Dziedzinki, Simona Kossak, 2019, ISBN 978-83-64505-47-8
- O zwierzętach i przyrodzie, Simona Kossak, 2019, ISBN 978-83-64505-80-5
- Wschodnie ścieżki. Reportaże z dawnych rubieży Rzeczpospolitej, Katarzyna Węglicka, 2019, ISBN 978-83-64505-79-9
- Listy z dolnego miasta, Krzysztof Gedroyć, 2020, ISBN 978-83-64505-73-7
- Historia Białorusi XX-XXI wieku, prof. Eugeniusz Mironowicz, 2021, ISBN 978-83-66912-03-8
- Gruzja. W pół drogi do nieba,  Zofia Piłasiewicz, 2022, ISBN 978-83-64505-67-6
- Szkice i gawędy o białostockim Podlasiu, prof. Adam Czesław Dobroński, 2023, ISBN 978-83-62374-49-6
- Rękopisy nie płoną, Michał Bułhakow, 2023, ISBN 978-83-66912-20-5
- Sejpak, Elżbieta Michalska, Katarzyna Ewa Zdanowicz, 2023, ISBN 978-83-66912-16-8

## Festiwal literacki
Fundacja Sąsiedzi od 2010 roku cyklicznie organizuje – Festiwal literacki „Na pograniczu kultur”. Wydarzenie o charakterze edukacyjnym, nastawione na promocję literatury i czytelnictwa w województwie podlaskim, a także popularyzację twórczości autorów związanych z regionem oraz rozpowszechnianie publikacji wydanych w województwie podlaskim. Impreza ma charakter ogólnodostępny, skierowana jest do wszystkich mieszkańców województwa, od dzieci po seniorów. 

## Targi Książki
Od 2014 roku Fundacja Sąsiedzi organizuje Międzynarodowe Targi Książki w Białymstoku. Co roku targi odwiedza ok. 90 wydawnictw z całej Polski. Wśród nich znajdują się m.in. wydawnictwa belerystyczne, językowe, naukowe i popularnonaukowe oraz dziecięce. Oprócz sprzedaży książek, na stoiskach organizowane są również spotkania autorskie z możliwością zdobycia autografów ulubionych twórców.